# Hypercompe semiclara
Hypercompe semiclara är en fjärilsart som beskrevs av Richard Harper Stretch 1906. Hypercompe semiclara ingår i släktet Hypercompe och familjen björnspinnare. Inga underarter finns listade i Catalogue of Life.